# Tsugu a.k.a.Tg
Tsugu a.k.a.Tg（つぐえーけーえーてぃーじー、1978年1月24日 - ）は、日本の男性ダンサーである。身長177cm、血液型A型。

## 略歴
1995年ストリートダンスを始め、HI-Dと出会いレッスンを受ける 。HI-D他アーティストのバックダンサーとして活動開始、2002年Pro-SeeD結成（リーダー）TV東京「BEATPIA」でチームバトル優勝 。全国でのクラブイベントでのゲスト出演、アーティストのPV出演やツアー、TV番組、雑誌出演、ダンススタジオ講師として活躍 。振付け・演出・バックダンサーを務める傍ら、 自身もNIKEファッションショーモデル兼ダンサーとして新境地を開拓。現在はアーティスト、タレントのレッスンや振付師として活動、またプロデューサーとしても活動中。

## 出演
2003年
- ASHANTI/Sean Paulワールドツアー日本公演のオープニングアクトでAsukaの振付け・演出・出演
- HI-D feat.ZEEBRA「Girl Friends」PVダンサー出演
- HI-D 「Shake ya head」PVダンサー出演

2004年
- w-inds. 「キレイだ」PVダンサー出演
- w-inds. Prime of Life 全国ツアー、台湾公演、紅白ダンサー出演

2005年
- 久保田利伸 PVダンサ出演
- 鈴木 あみ a-nation バックダンサー
- ARIA 「Beautiful life」PV振付け・演出・出演
- ARIA 「Is This LOVE?」PV振付け・演出・出演

2006年
- ARIA

「Fallin'」PV振付け・演出 
- 島谷ひとみ「カメリア」PV振付け
- LISA 「It’s On」PV Dance

scene演出 
- ARIA Rhythm Nation 振付け・演出・出演

- ラグナオンライン/ラグナガールズ LIVE 振付け・演出

2007年
- ARIA 「NOT OVER」PV振付け・総演出

少年チャンプルエンディングタイアップ
- SS501 ダンスレッスン
- SS501 「BEASTAR」振付け
- SS501 セカンドシングル「DISTANCE」PV振付け
- SS501 全国ツアー 振付け・演出・出演
- SS501 「サンセット」振付け
- ARIA 「NEXT DOOR」PV演出
- ARIA Rhythm Nation 振付け・演出・出演

2008年
- ARIA ワンマンライブ振付け・演出・出演
- BRIGHT ワンマンライブ Dance Introduction振付け

- ミスユニバースジャパンファイナル Dance scene振付け・演出
- ARIA 「DEPARTURE」PV振付け
- BRIGHT セカンドシングル両A面「One Summer Time」振付け
- BRIGHT 「My Girl」振付け LIVE・演出・出演
- LISA 「LEAVE」PV Dance scene演出
- HI-D 「Specialist」PV振付け・演出・出演

- BRIGHT 2ndワンマンライブ Dance Introduction, 「Wauch out」振付け

- w-inds. Seventh Ave. 全国ツアー 追加公演 メドレー出演@代々木体育館

- through the breakダンスレッスン
- through the break

「Merry go round」振付け 
「So lonely」振付け 
2009年 〜2012年
- through the break全国ツアー振付け・演出

BRIGHT 「言葉にできなくて」PV振付け  
- BRIGHT「So Long,Too Late」振付け

- through the break

「Flower of Life」振付け
「SAKURA MILLION」 PV振付け
「Ex-girlfriend」振付け 
- BRIGHT「言葉にできなくて」PV振付け

- w-inds「. NEW WORLD」PVダンサー出演

- ARIA MUSIC AND THE CITY ツアーファイナル ワンマンライブ振り付け・演出

- 初音ミク Project DIVA Fire flower

振り付け
- D☆DATEダンスレッスン

- フレンチキス

4thSingle「キャンドルの芯」PVダンサー出演
2014年
cx27時間TV SMAPノンストップライブダンサー出演
TBS 音楽の力 山下智久ライブダンサー出演
2014年〜2015年
Mr.S SMAP全国ツアーダンサー
2015年
R&BシンガーLEOライブ振付
R&BシンガーHI-Dライブ振付

2017
- PrizmaX ORENGE MOON 振付

2018
自主公演『HOPE』~誰かの願いが叶うころ~プロデューサー
自主公演『THE STORY』~in the case~
プロデューサー

## 振付&演出
2003年
- ASHANTI/Sean Paulワールドツアー日本公演のオープニングアクトでAsukaの振付け・演出・出演

2005年
- ARIA 「Beautiful life」PV振付け・演出・出演
- ARIA 「Is This LOVE?」PV振付け・演出・出演

2006年
- ARIA

「Fallin'」PV振付け・演出 
- 島谷ひとみ「カメリア」PV振付け
- LISA 「It’s On」PV Dancescene演出
- ARIA Rhythm Nation 振付け・演出・出演

- ラグナオンライン/ラグナガールズ LIVE 振付け・演出

2007年
- ARIA 「NOT OVER」PV振付け・総演出

少年チャンプルエンディングタイアップ
- SS501 ダンスレッスン
- SS501 「BEASTAR」振付け
- SS501 セカンドシングル「DISTANCE」PV振付け
- SS501 全国ツアー 振付け・演出・出演
- SS501 「サンセット」振付け
- ARIA 「NEXT DOOR」PV演出
- ARIA Rhythm Nation 振付け・演出・出演

2008年
- ARIA ワンマンライブ振付け・演出・出演
- BRIGHT ワンマンライブ Dance Introduction振付け

- ミスユニバースジャパンファイナル Dance scene振付け・演出
- ARIA 「DEPARTURE」PV振付け
- BRIGHT セカンドシングル両A面「One Summer Time」振付け
- HI-D 「Specialist」PV振付け・演出・出演

- BRIGHT 2ndワンマンライブ Dance Introduction, 「Wauch out」振付け

- through the breakダンスレッスン
- through the break

「Merry go round」振付け 
「So lonely」振付け 
2009年 〜2012年
- through the break全国ツアー振付け・演出

BRIGHT 「言葉にできなくて」PV振付け  
- BRIGHT「So Long,Too Late」振付け

- through the break

「Flower of Life」振付け
「SAKURA MILLION」 PV振付け
「Ex-girlfriend」振付け 
- BRIGHT「言葉にできなくて」PV振付け

- ARIA MUSIC AND THE CITY ツアーファイナル ワンマンライブ振り付け・演出

- 初音ミク Project DIVA Fire flower

振り付け
- D☆DATEダンスレッスン

2015年
R&BシンガーLEOライブ振付
R&BシンガーHI-Dライブ振付

## レッスンスタジオ
現在はオフィシャルレッスンは行っていません。経歴スタジオ
・BDC Broadway Dance Center
・ZEAL Dance studio
・Millennium Tokyo
・movement dance studio
・NOA Dance Academy